# Етногенез поляків
Етногенез поляків — процес формування польського етносу.
Старовинна назва поляків є «ляхи», що згідно з легенди походить від імені прапредка Леха брата Руса і Чеха, які дали початок слов'янським народам ляхам, русинам і чехам, часто вживалося в середньовіччі у відношенні до польського народу. Серед татар, турків і козаків у XVI–XVII століттях Польща (Польська Корона) називалася Ляхістан, або Лехістан (тадж. Лаҳістон). Домінування впливу племені полян надало сучасну назву народові поляків. Прикметник «польська» у фразі пол. ziemia polska — «земля польська», тобто «земля полян» від назви племені, в свою чергу походить від слова «поле» (див. «Етимологія назв країн»).

## Генетичні дані
Поляки серед народів мають найвищий рівень у Європі гаплогрупи R1a1. Згідно аналізу ДНК польських громадян, проведеного в Медичному університеті Варшави в 2004 році, там немає чіткого генетичного розшарування між різними нащадками польського населення, і сучасні поляки мають подібний геном, з рівномірним домішком генів багатьох народів. Особи польської національності один до одного більш «генетично схожі», ніж представники інших європейських суспільств, в яких є іноді суттєві відмінності між регіонами. Поляки, які проживають між крайніми зонами, в зоні помірного клімату, мали відбір значно м'якший (помірний клин). В Європі цей помірний клин простягається від Франції на заході до Росії на сході, від Балтійського моря на півночі, на Балканському півострові на півдні. Польща розташована в середині клину, тому жителі цих районів поглинають рівномірно зовнішні впливи. І не тільки генетично, а й культурно. Уже в другій половині X століття на польських землях з'явилася велика кількість скандинавських воїнів, у тому числі варяги. Скандинавський вплив на початку польської держави доведений вченими. Навіть тоді поляки вже виразно виділялися і від братів східних слов'ян.

## Походження
Поляки відносяться історично до лехіцької підгрупи населення західних слов'ян, живших між р. Стир на сході і р. Одра на заході близько X століття, але ця точка зору є під сумнівом у деяких істориків. Польський народ був сформований з польських племен. Його основу склали об'єднання західнослов'янських племен полян, віслян, мазовшан, поморян, слензан та ін.. У довгій польської історії її землі заселяли й інші групи різного походження; (німці, євреї, голландці, шотландці, шведи, фризи, фламандці, вірмени, татари, русини), які часто піддавалися полонізації. Деякі з них, однак, зберегли свою самобутню культуру, мову і віру; (німці Бамбергу з Франконії, фризи, жиди, цигани, лемки, татари-липки). У період Речі Посполитої Польща стала відома в Європі як держава, де були присутні представники різних конфесій, а також групи різного походження.

Етнологія співвідносить різні впливи на формування польської народності:
- праслов'яни-венеди (носії поморської культури) — 25%;
- іллірійці (носії пізньо-лужицької культури, пізні північно-карпатські іллірійці) — 20%;
- германці (скіро-бастарни, гото-гепідо-вандали, німці) — 15%, у Польщі пізніше була помітна німецька міська колонізація у XIII–XV століттях. А у 1945 р. «сілезці» і «поморяни» (змішаний тип лехітсько-німецького походження) ідентифікували себе «поляками» (див. «Розселення німців на схід»);
- гало-кельти (підклешовський варіант латенської культури) — 12%;
- склавіни (північна їх група, прото-краков'яки, чехо-морав'яни) — 12%;
- анти (прото-поляни, прото-ru[ru]куяви, русини) — 7%;
- балти (ятвяги, прусси, литовці) — 4%;
- інші — 5%.

## Антропологічний тип
У першій половині XVI століття, Марцин Кромер у своїй роботі «лат. De situ Poloniae et gente Polona», написав королю Генріхові III: «Польські люди мають колір яскравий, жовтуватий або білуватого волосся, гарна фігура, середній зріст».
Антропологічні типи, що зустрічалися в Польщі до 1939 року були в основному: нордичного типу, антропологічного типу Середземномор'я, тип альпійський і вірменоїдальний (від жидів). Крім того, були численні змішані форми між основними типами. Середземноморський тип та вірменоїдальний рідко зустрічалися в Польщі у чистому вигляді, найпоширеніші типи це більш-менш змішаний з нордичним типом або лапоноїдальним. На схід Польщі — характеризується динарським типом раси, який є притаманний населенню Карпат та східній частині Галичини, на схід від р. Сяну, особливо за р. Дністром (території між р. Дністром та р. Бугом).
Тип польський помітний в післявоєнній Польщі — змішаний між нордичним типом і лапоноїдальним (так званий «субнординчний» тип). Пізніше до середньоєвропейської раси (частково біломоро-балтійської), від альпійського типу (чехів) відрізняються більш світлою пігментацією, від східнобалтійського типу — більш темною пігментацією і меншим зростом.
Відповідно досліджень 1955 року у Польщі колір яскравого волосся має 55,9 % і яскравий колір очей 72,4 % у населення. При використанні шкали Мартина оцінювалась яскравість очей (категорії «16-12») до 45-50 %, темні (категорії «6-1») на 20 % людей від загальної кількості. Світле волосся («AP» категорії за шкалою Фішера-Салера) зустрічається у 20-25 % осіб, темні волосся («Y» синьо-чорне) присутнє у поляків, але дуже рідко зустрічається.
Єдина істотна зміна, яка відбулася в фізичних характеристиках поляків у минулому тисячолітті (на додаток до загальної світської тенденції) є перетворення форми голови. Антропологічний аналіз кладовища XI—XIII ст. вказує, що польське населення того часу було довгоголове (мало видовжену форму черепу), в наступні століття мав місце короткоголовий процес, брахіцефалізація (див. «Черепний індекс»)[69].
Серед польського населення є проміжна система групи крові у відношенні до сусідніх географічних груп.

## Визначення поляків як нації
Сучасна національна ідентичність поляків заіснувала наприкінці XVIII ст. — початку XIX століття, але це було результатом процесу, який почався ще у часи династії П'ястів. Польська національна свідомість виникла підо впливом багатьох факторів, які викликали почуття загального взаємного спілкування, об'єднання в одній державі, нівелювання індивідуальності в племенах. У цьому процесі, поряд з правлячою кастою, важливу роль відігравало саме суспільство загальнонаціональної установи, віче. Це був дорадчий орган, інструмент волі суспільства, через який відбувався вплив у народі в державних справах, які поглибили об'єднання. Інші чинники, які сприяли створенню національної самосвідомості: війна — формування почуття відокремленості від сусідів і навчилися боротися за спільні інтереси у всій країні; віри — в першу чергу культ святого (напр. Войтеха, Станіслава). Все це створило відчуття себе, соціальної відмінності (у тому числі пруссаків, німців, чехів, русинів або ятвягів) і відчуття солідарності у певних рамках. У перші століття польського історичного буття можна побачити деякі явища, які характеризують сучасну національну свідомість поляків, але в набагато більш вузькому розмірі.
У середині XVI століття побутувала в Королівстві польському національна свідомість. Тоді ж також була полонізація магнатів і литовської шляхти, і полонізація в XVII столітті білоруської шляхти. Польський народ тоді вже формувався незалежно від етнічного походження, мови, релігії, об'єднання спільними пільгами і привілеями держави.
На відміну від цього, сучасна польська національна свідомість сформована в основному спалахами національних повстань (листопадове, січневе, великопольське, краківське та ін.), через період боротьби поряд з армією Наполеона (Наполеонівські війни), у повстаннях XIX століття. Після втрати державності в наслідку поділів Польщі і спроби «жити після політичної смерті», що стало важливо для поляків: зберегти своє почуття національної єдності (Барська конфедерація, Полонецький універсал та ін.). Етнічні та мовні відмінності стали менш важливими, ніж почуття національної єдності для досягнення спільної мети. Це дозволило подальше відновлення польської держави в 1918 р.. А культура визначається сьогодні у польській нації як історичний продукт шляхти.